# Estella (męczennica)
Estella, także Eustella, Stella (ur. i zm. w III wieku n.e. w Galii) – święta męczennica, patronka miasta Saintes. Jej wspomnienie liturgiczne obchodzone jest w Kościele katolickim 11 maja, a w Cerkwi prawosławnej 30 kwietnia.

## Hagiografia
Jak podaje legenda, ojciec Estelli był wysoko urodzonym Rzymianinem, pełniącym funkcję legata w mieście Saintes, a matka pochodziła ze starożytnego rodu druidów. Dziewczyna została nawrócona przez świętego Eutropiusza, który ją ochrzcił i uczynił swoją uczennicą.
W piśmiennictwie chrześcijańskim pierwsze wzmianki o tej postaci pojawiają się dopiero w średniowieczu, przede wszystkim w przewodniku pielgrzyma zawartym w Kodeksie Kalikstyńskim (XII w.). Wspomniano ją również w żywocie świętego Eutropiusza opracowanym w roku 1612 przez anonimowego jezuitę, który zapisał: „Być może ojciec, który ani prośbami, ani groźbami nie zdołał jej odwieść od religii chrześcijańskiej i obietnicy złożonej Bogu, że zachowa bez najmniejszej skazy kwiat swego dziewictwa, wpadł w wielki gniew i, zapominając o wszelkim przyrodzonym uczuciu, splamił swe dłonie krwą niewinną przenajświętszej córki (...), a ściął jej głowę, bo nie chciała iść drogą jego bezbożności i wyrzec się Jezusa Chrystusa”.
Przyjmuje się, że śmierć męczeńską poniosła na arenie w Saintes. Źródło św. Estelli, płynące obok amfiteatru, jest celem licznych pielgrzymek. Zgodnie z miejscowym zwyczajem odwiedzają je także panny na wydaniu, żeby poznać swoje przyszłe losy: jeśli wrzucone do źródła szpilki ułożą się w znak krzyża, wróżba jest pomyślna.
Pierwotna forma jej imienia, Eustelle, wywodzi się z greckiego eu ‘piękny’ i stello ‘ozdabiam’. Wersja zlatynizowana, Estelle (‘gwiazda’), została rozpowszechniona przez poetę i noblistę Frédérica Mistrala, który tę świętą obrał za patronkę Związku Felibrów, grupy literatów, walczących o odrodzenie kultury prowansalskiej.